# 羅傳進
羅傳進，(1939年9月12日—)，中華民國（台灣）政治人物，出生於屏東縣，其子羅世雄亦曾任第五屆立法委員。

## 生平
1939年羅傳進出生於在高雄州東港郡東港街，家族為高雄州東港郡新園庄過溪仔（今屏東縣崁頂鄉港東村）的望族。二戰後羅傳進父親移居高雄市西子灣哈瑪星，投身拆船工業、並跨足至遠洋漁業而致富。羅傳進畢業自高雄中學，並在1961年進入今國立中興大學植物系，1964年畢業，服完兵役後進入家族企業工作。1972年起羅傳進進入政治圈，並擔任國民大會代表，後代表中國國民黨在漁民團體當選為第一屆第四、五、六次增額立法委員，復以全國不分區當選為第二、三屆立法委員。擔任立法委員共十五年的期間，並致力於漁業、教育等相關領域。1989年於今高雄市旗山區創辦和春技術學院，擔任董事長。